# Буян (Алтайский край)
Буя́н — село в Крутихинском районе Алтайского края России. Административный центр Новодубровского сельсовета.

## География
Село расположено на юге Крутихинского района, возле реки Разбойная, в степной зоне Алтайского края.
Уличная сеть
В селе Буян 5 улиц: Северная, Суетская, Целинная, Центральная и Черемушки.
Расстояние до
- районного центра Крутиха 21 км.
- краевого центра Барнаул 188 км[3].

Ближайшие населенные пункты
Новодубровский 4 км, Большой Лог 8 км, 12 км, Красноряжский 12 км, Заковряшино 14 км, Караси 14 км, Радостный 15 км, Новоувальский 18 км, Подборный 19 км.
Транспорт
Через село проходит дорога Камень-на-Оби—Буян—Заковряшино, отремонтирована в 2016 году.

## Население
| 1997 | 1998 | 1999 | 2000 | 2001 | 2002 | 2003 |
| ---- | ---- | ---- | ---- | ---- | ---- | ---- |
| 960  | ↘941 | ↗947 | ↘941 | ↗957 | ↘870 | ↘843 |
| 2004 | 2005 | 2006 | 2007 | 2008 | 2009 | 2010 |
| ↘812 | ↘749 | ↗829 | ↘797 | ↘784 | ↗794 | ↘670 |
| 2011 | 2012 | 2013 |      |      |      |      |
| ↘663 | ↘630 | ↘628 |      |      |      |      |

## Инфраструктура
В селе работает более 10 крестьянско-фермерских хозяйств. В ООО «СПК Буян» выращивают зерновые культуры, разводят овец, коз, мулов, ослов, лошадей и лошаков. Есть детский сад «Солнышко», средняя общеобразовательная школа «Буяновская СОШ», сеть магазинов, Буяновская врачебная амбулатория, почтовое отделение. Деятельность библиотеки и культурный досуг осуществляют работники МКУК «Буяновский ЦК».
Достопримечательности
На окраине села находится археологический памятник: курганная группа «Буян-I».